# Guadal (comuna)
Guadal fue una comuna que integró el antiguo departamento General Carrera de la provincia de Aysén, y posteriormente la provincia General Carrera de la Región de Aysén. Existió entre 1970 y 1979. 

## Historia
La comuna-delegación fue creada por Ley 17324 de 1970 que dividió el departamento de Chile Chico en dos, creando los departamentos General Carrera y Baker. Su cabecera fue la aldea de Puerto Guadal.
Su territorio abarcaba, en términos generales, todo el sector sudoeste del lago General Carrera —incluyendo el lago Bertrand—. Dicha zona había pertenecido anteriormente a la comuna General Carrera, la cual, con la ley de 1970, también había sido dividida en dos: Guadal y Chile Chico. Las nuevas comunas formaron una agrupación municipal, con asiento en Chile Chico.
La comuna tuvo una corta existencia, debido al proceso de regionalización impulsado por la dictadura militar chilena. En 1974 pasó a ser parte de la Región de Aysén y al año siguiente de la provincia General Carrera. Fue suprimida con el Decreto 2868 de 1979, y casi todo su territorio se fusionó con la comuna de Chile Chico.